# 陆贾
陆贾（前240年—前170年），楚人。西汉初期政治人物、作家、思想家，对早期道家的发展有重要作用。

## 生平
按《陈留风俗传》的记载，春秋时陆浑被晋国消灭后，该国国君投奔楚国，陆贾就是陆浑国君的后裔，而《陆氏谱》、《元和姓纂》、《新唐书·宰相世系表》都认为陆贾是齐宣王幼子通的后裔。
陆贾有口才、善辩论，早年随刘邦楚漢戰爭时，常出使诸侯，也和項羽簽訂了鴻溝條約。汉高祖十一年（公元前196年），奉命出使南越（今两广一带），招谕故秦南海尉赵佗臣属汉朝，立为南越王。陆贾出使归来，躍升为太中大夫。
刘邦即位之初，重武力、轻诗书，陸賈諫言道“馬上得之，寧可以馬上治乎?” 也就是說人雖然可以在馬背上得到天下，卻不能夠在馬背上治理天下，他乃建议重视道家，“行仁义，法先圣”，提出“逆取顺守，文武并用”的统治方略，遂受命总结秦朝灭亡及历史上国家成败的经验教训，共著文12篇，每奏一篇，高祖无不称善，故名其书为《新语》。
哲学上提出宇宙万物都是“天地相承，气感相应而成者”，反对神仙迷信思想，但也有圣人“承天诛恶”和天人感应的神秘思想。后人称《新语》开启贾谊的思想，成为汉代确立道家思想统治地位的先声。
高祖死后，吕后擅权。陆贾参與诛灭诸吕、迎立汉文帝刘恒，出力颇多。汉文帝即位后，陆贾再次出使劝说南越武帝赵佗重新恢复与中原的臣属关系。

## 古蹟
- 參見：泥城

## 延伸阅读
[在维基数据编辑]
 在维基文库阅读此作者作品（ 在维基共享资源阅览影像）
 《史記/卷097》，出自司馬遷《史記》
 《漢書·卷043》，出自班固《漢書》